# Сукало, Александр Васильевич
Алекса́ндр Васи́льевич Сука́ло (бел. Алякса́ндр Васі́льевіч Сука́ла; 25 февраля 1951, г. Рогачёв, Рогачёвский район, Гомельская область, Белорусская ССР, СССР — 3 мая 2022) — белорусский учёный в области педиатрии, детской нефрологии и экопатологии, детской иммунологии. Академик НАН Беларуси (2014; член-корреспондент с 2009), доктор медицинских наук (1995), профессор (1996).

## Биография
Родился 25 февраля 1951 года в Рогачёве. Окончил педиатрический факультет Минского государственного медицинского института (1975). Врач-интерн, ординатор 2-й детской клинической больницы Минска (1975—1978). С 1981 года ассистент кафедры в Минском государственном медицинском институте, 1988—1996 годы — декан педиатрического факультета, с 1989 года — доцент, с 1994 года — заведующий 1-й кафедрой детских болезней. Являлся одним из организаторов Центра детского гемодиализа. Научный руководитель Республиканского центра детской нефрологии и почечной заместительной терапии.
31 июля 2012 года был назначен на должность заместителя председателя Президиума Национальной академии наук Республики Беларусь. 16 мая 2019 года был освобождён от этой должности.
Умер 3 мая 2022 года.

## Научная деятельность
Защитил кандидатскую диссертацию «Клинико-иммунологическая характеристика и профилактика рецидивов гломерулонефрита у детей» (1982), докторскую диссертацию «Первичный гломерулонефрит у детей Беларуси в современных экологических условиях» (1995). Профессор с 1996 года.
Разрабатывал способы профилактики рецидивов нефротического синдрома у детей. Проводил клинические и экспериментальные исследования неблагоприятных внешнесредовых воздействий (цезия-137 и нитритов) на возникновение, течение и исход гломерулярных заболеваний почек в детском возрасте. Установил закономерности и особенности течения гломерулонефритов у детей Белоруссии в постчернобыльский период.
Результаты исследований Сукало опубликованы в научных изданиях: «Clinical immunology», «Педиатрия», «Pediatrics».
Автор более 740 научных работ, в том числе 6 монографий, 44 справочников, учебников и учебно-методических пособий.

## Награды
Награждён:
- почётные грамоты Министерства здравоохранения БССР, Минздрава Беларуси и отраслевого профсоюза, Совета Министров, НАН Беларуси (2016), комитета по здравоохранению Мингорисполкома.
- Отличник здравоохранения СССР
- Заслуженный деятель науки Республики Беларусь
- медаль «За трудовые заслуги» (2007)
- орден Святителя Кирилла Туровского II степени (2011)
- орден Ефросиньи Полоцкой (2012)
- орден Почёта (2016)
- «Золотая медаль» Национальной академии наук Беларуси (2019)